# Mon année de bites
Pour plus de détails, voir Fiche technique et Distribution.
Mon année de bites est un court métrage d'animation américain réalisé par Sara Gunnarsdottir et sorti en 2022. Le film est inspiré des mémoires de Pamela Ribon, également scénariste du film. 

## Synopsis
En 1991, Pam – une jeune fille de 15 ans têtue et imaginative de la banlieue de Houston – se lance dans un voyage comique de déception et de découverte de soi alors qu’elle cherche le bon garçon avec qui perdre sa virginité afin qu’elle puisse devenir la femme pleinement réalisée qu’elle s’est imaginée être.

## Fiche technique
- Titre original : My Year of Dicks
- Réalisation : Sara Gunnarsdottir
- Scénario : Pamela Ribon
- Musique : Adam Blau
- Création graphique et storyboard : Sara Gunnarsdottir
- Superviseur animation : Amanda Bonaiuto, Grace Nayoon Rhee, Josh Shaffner, Kevin Eskew, Brian Smee et Cassie Shao
- Décors : Isabelle Aspin, CJ Walker et Simon Estrada
- Montage : Sara Gunnarsdottir
- Son : Trevor Gates
- Production : Pamela Ribon, Sara Gunnarsdottir et Jeanette Jeanenne
- Société de production : Wonder Killer et Cats Pajamas
- Société de distribution :
- Pays d'origine :  États-Unis
- Langue originale : anglais
- Durée : 24 minutes
- Date de sortie :
  - France : 13 juin 2022 (Annecy)

## Distribution des voix
- Pamela Ribon

## Distinctions
- 2022 : Cristal pour une production TV au festival international du film d'animation d'Annecy[1].
- 2022: Meilleure production animée au festival international de Raindance[2].
- 2022: Mention spéciale du jury pour vision unique (Vriting & Directing) au festival de SXSW[3].
- 2022: Nomination aux Oscars pour le meilleur court-métrage animé[4].